# 1314 Paula
Az 1314 Paula (ideiglenes jelöléssel 1933 SC) a Naprendszer kisbolygóövében található aszteroida. Sylvain Julien Victor Arend fedezte fel 1933. szeptember 16-án.